# 世袭家族
《世袭家族》（泰语：สกุลกา），又译《麻雀变凤凰》，是一部泰国26集肥皂剧，2009年由泰国第5电视台首播，2011年由安徽电视台引进中国。剧集的主线是贵族隆德之私生女星星与彭依特的爱情，期间穿插了与瓦蒂、小栋等人的复杂关系。该剧由Takonkiet Veeravan、Nipon Piw-Nane导演，巴迪潘·巴塔卫刚、Vill Wannarot Sonthichai、Ann Alicia Laisattruklai、New Arnattapol Sirichumsang等主演。